# Laxmipura, Piriyapatna
Laxmipura là một làng thuộc tehsil Piriyapatna, huyện Mysore, bang Karnataka, Ấn Độ.